# Unione Sportiva Castrovillari Calcio 1998-1999
Questa voce raccoglie le informazioni riguardanti l'Unione Sportiva Castrovillari Calcio nelle competizioni ufficiali della stagione 1998-1999.

## Rosa
| N. |                   | Ruolo | Calciatore             |
| -- | ----------------- | ----- | ---------------------- |
|    | Italia (bandiera) |       | Benvenuto              |
|    | Italia (bandiera) | D     | Andrea Capecchi        |
|    | Italia (bandiera) | C     | Alfonso Caruso         |
|    | Italia (bandiera) | A     | Giampiero Cazzella     |
|    | Italia (bandiera) |       | Conte                  |
|    | Italia (bandiera) | C     | Roberto De Luca        |
|    | Italia (bandiera) | C     | Luigi De Rosa          |
|    | Italia (bandiera) | C     | Giuseppe Dima Ruggiano |
|    | Italia (bandiera) | D     | Giovanni Domma         |
|    | Italia (bandiera) | A     | Antonio Martino        |
|    | Italia (bandiera) | D     | Marco Martino          |
|    | Italia (bandiera) | A     | Luigi Marulla          |

| N. |                   | Ruolo | Calciatore           |
| -- | ----------------- | ----- | -------------------- |
|    | Italia (bandiera) | C     | Pasquale Matarrese   |
|    | Italia (bandiera) |       | Mazza                |
|    | Italia (bandiera) | D     | Antonio Orefici      |
|    | Italia (bandiera) | D     | Luca Pierotti        |
|    | Italia (bandiera) | D     | Carlo Pirri          |
|    | Italia (bandiera) | C     | Luigi Porchia        |
|    | Italia (bandiera) | A     | Pasquale Sanseverino |
|    | Italia (bandiera) | C     | Enrico Tardivo       |
|    | Italia (bandiera) | D     | Gianluca Torma       |
|    | Italia (bandiera) | P     | Cristian Tosti       |
|    | Italia (bandiera) | A     | Bruno Trocini        |
|    | Italia (bandiera) | D     | Alessandro Ubaldi    |